# Dusičnan palladičitý
Dusičnan palladičitý je anorganická sloučenina s chemickým vzorcem Pd(NO3)4.

## Příprava
Dusičnan palladičitý lze připravit reakcí dusičnanu palladnatého s přebytkem oxidu dusičného za teploty -78 °C. Po zahřátí na pokojovou teplotu je vytvořena hnědá viskózní kapalina ze které se po jednom dni oddělí hnědé krystaly dusičnanu palladičitého.